# Antonio Ponzano

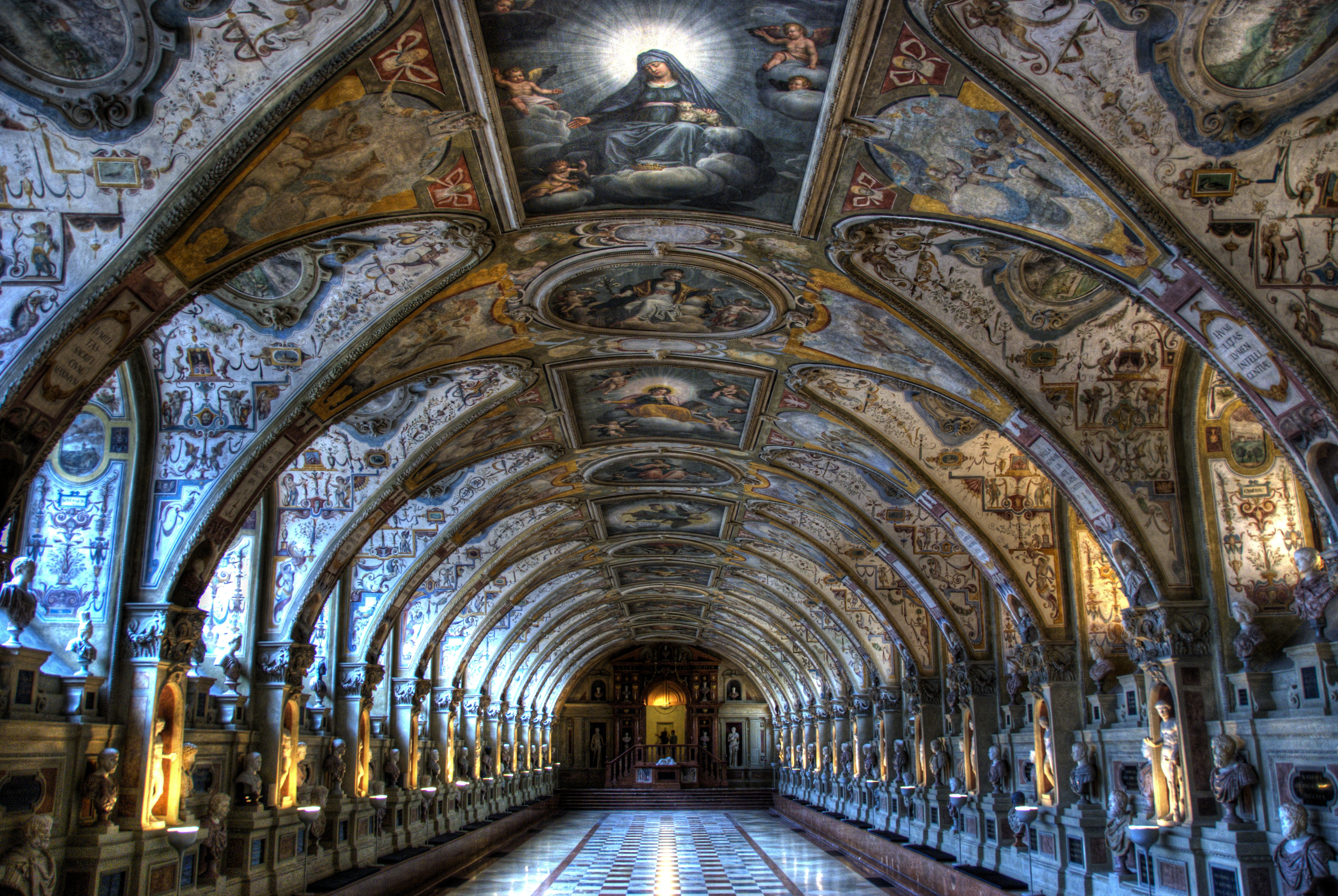
Grottesche di Ponziano nella Residenza di Monaco di Baviera

Antonio Ponzano anche Ponzoni o Bonzone (XVI secolo – Monaco di Baviera, 1602) è stato un pittore italiano del periodo manierista.

## Biografia e opere
Di Antonio Ponzano non sappiamo niente di preciso, nemmeno da che parte dell'Italia provenisse, forse fu originario di Venezia o comunque risente dello stile veneto. Fu aiuto di Giulio Licinio nel 1565 al servizio di Massimiliano II a Vienna.
Tra la metà e la fine del XVI secolo una colonia di pittori manieristi italiani si trasferirono presso le corti ducali dei Wittelsbach. Anche le grandi famiglie di banchieri come i Fugger furono grandi mecenati, infatti fu aiuto di Federico Sustris ad Augusta (1569-1573) al servizio di Hans Fugger. Mentre dal 1585 al 1597 alla corte di Monaco di Baviera.
Del Ponzano rimangono alcune pitture con grottesche, fatte tra il 1570 e il 1572, nel palazzo dei Fugger ad Augusta, alla quale decorazione partecipò anche Lambert Sustris. Nel castello di Trausnitz a Landshut, lavorò,nel 1580, al fianco di Sustris e di un altro pittore italiano Alessandro Scalzi detto Il Paduano, anche lui residente in Baviera. Qui decorò le logge del castello, poi diventato residenza signorile dei duchi del luogo, con affreschi di amori mitologici. Nella Residenza di Monaco di Baviera nel cosiddetto Grottenhof, una grotta simile a quelle dei giardini medicei, su progetto di Federico Sustris, fece il rivestimento in conchiglie e grottesche in collaborazione con l'olandese Peter Candid.